# Mycetia rodgeri
Mycetia rodgeri là một loài thực vật có hoa trong họ Thiến thảo. Loài này được Deb & Mondal mô tả khoa học đầu tiên năm 1986.